# Hovdenakken
Hovdenakken est une localité  norvégienne de la commune de Molde, située dans le Comté de Møre og Romsdal. La localité compte 308 habitants au 1er janvier 2012 pour une surface de 0.4 km². La localité se situe dans la péninsule de  Skålahalvøya près du fjord Karlsøyfjorden  à environ 16 kilomètres à l'est du centre de Molde. Parmi les quelques entreprises de la localité, se trouve Bussbygg, une fabrique de carrosserie.